# Solwodi
Solwodi (Abkürzung von „Solidarity with Women in Distress“, dt.: Solidarität mit Frauen in Not) ist eine internationale Menschenrechts- und Frauenhilfsorganisation zur Beratung und Betreuung von Opfern von Menschenhandel, Zwangsprostitution und Beziehungsgewalt.

## Geschichte der Organisation
Die Ordensfrau Lea Ackermann von der Gemeinschaft der Missionsschwestern Unserer Lieben Frau von Afrika (Weiße Schwestern) gründete diese seit 1987 in Deutschland aktive Organisation im Jahr 1985 in Mombasa an der kenianischen Küste. Die promovierte Erziehungswissenschaftlerin war von ihrer Ordensleitung für die Ausbildung von Religionslehrern nach Mombasa entsandt worden und sah sich dort mit dem Leid der Prostituierten konfrontiert. Lea Ackermann schlug ihrer Provinzialoberin vor, etwas für die Frauen und Mädchen zu tun, die sich wegen ihrer Armut prostituieren, was diese begrüßte, jedoch dafür kein Geld in Aussicht stellen konnte. Also schrieb Schwester Lea 100 Briefe an Verwandte und Bekannte in Deutschland, in denen sie um zehn Mark pro Spender und Monat für ein Frauenzentrum bat, das in einem verfallenen Lagerhaus, zu einer Bildungs- und Arbeitsstätte für den Ausstieg aus der Prostitution umfunktioniert, errichtet wurde.

## Gegenwart
Inzwischen ist Solwodi Kenia eine eigenständige Nichtregierungsorganisation (NRO) mit Zentrale in Mombasa und 34 verschiedenen Beratungsstellen an der Küste und in Western Kenia. Außer der psychosozialen Betreuung, gesundheitlichen Aufklärung und juristischen Beratung gehört es zu den Aufgaben von Solwodi Kenia, Frauen aus der Prostitution Berufsausbildungen zu ermöglichen und Mikrokredite für Existenzgründungen zu gewähren. Zudem entstand 2002 in Mombasa Solgidi (Solidarity with Girls in Distress – Solidarität mit Mädchen in Not) für Töchter von Prostituierten. Bei diesen Mädchen ist das Risiko hoch, dass auch sie in der Prostitution stranden. Durch die Übernahme der Kosten und durch individuelle Betreuung wird ihnen der Schulbesuch ermöglicht. Besonders bedürftige Familien unterstützt Solgidi auch mit Nahrungsmitteln und Medikamenten. Laut Schwester Lea profitieren inzwischen im Jahr rund 400 Kinder vom Solgidi-Programm.
Zudem unterhält Solwodi in Kenia eigene Agrar-, Gesundheits- und Sportprojekte.
Solwodi ist weiterhin zu finden in: Rumänien, Österreich, Ungarn, Ruanda, Nigeria.   
In der Bundesrepublik Deutschland engagiert sich Solwodi mit einem Deutschland-Verein, der seinen Sitz in Koblenz hat, und sechs Landesvereinen in Rheinland-Pfalz, Nordrhein-Westfalen, Niedersachsen, Berlin, Baden-Württemberg und Bayern für Frauen in Notsituationen. Der Schwerpunkt liegt auf der Betreuung von Opfern von Menschenhandel und Zwangsprostitution, aber auch Opfern von Beziehungsgewalt sowie von Zwangsheirat bedrohte oder aus Zwangsehen geflohene Frauen und Mädchen. Auch werden traumatisierte Flüchtlingsfrauen und deren Kinder aufgenommen und betreut. Es gibt in Deutschland 19 Solwodi-Beratungsstellen: in Aachen, Aalen, Augsburg, Bad Kissingen, Berlin, Bonn, Boppard, Braunschweig, Duisburg, Fulda, Koblenz, Ludwigshafen am Rhein, Mainz, München, Oberhausen, Osnabrück, Passau und Regensburg. Die Mitarbeiterinnen bieten eine umfassende, ganzheitlich ausgerichtete psychosoziale Betreuung und Beratung, sichere Unterbringung in sieben Solwodi-Schutzwohnungen, Vermittlung juristischer und medizinischer Hilfe sowie Unterstützung bei der Rückkehr in die Heimatländer, wenn Migrantinnen zurückkehren wollen oder es müssen.
2020 wandten sich 1917 Frauen aus 101 Ländern erstmals für eine Beratung an eine der 19 deutschen Solwodi-Beratungsstellen.
Um effektiv helfen zu können, ist Solwodi Deutschland mit anderen Beratungsstellen und Organisationen im In- und Ausland vernetzt. In Deutschland hat die Organisation 75 feste Mitarbeiterinnen (davon 16 Ordensfrauen), ehrenamtliche Arbeitskreise (AK) sowie 16.000 Freunde und Förderer. Solwodi ist Mitglied der Europäischen Bewegung Deutschland und wird unter anderem von Zonta International und der Peter Ustinov Stiftung unterstützt. Solwodi setzt sich für ein „Europa ohne Prostitution“ ein und ist Gründungsmitglied von CAP international (Coalition against Prostitution). 2020 war SOLWODI Deutschland e.V. zudem Gründungsmitglied des  Bündnisses Nordisches Modell.
Vom 2. bis 5. April 2019 richtete Solwodi in Mainz zusammen mit CAP INTL und „Armut und Gesundheit in Deutschland e.V.“ in Mainz den „3. Weltkongress gegen sexuelle Ausbeutung von Frauen und Mädchen“ aus, an dem 400 internationale NGOs und Privatpersonen teilnahmen. Auf dem Kongress wurde als Abschlussdokument die „Mainzer Erklärung“ verabschiedet, in der u. a. für Deutschland die Einführung des „Nordischen Modells“ (Sexkaufverbot) als gesetzgeberisches Instrument für den Bereich Prostitution gefordert wurde. Bis 28. Februar 2020 hatten sich 1620 Privatpersonen und Organisationen dem Appell zur Einführung des Nordischen Modells angeschlossen. In ihrer Kampagne „Mach den Schluss-STRICH! Keine Frauensklaverei in Deutschland“ generierte Solwodi seit 2013 weitere 33.600 Unterschriften für das Vorhaben. Die insgesamt 35.220 Unterschriften hat Lea Ackermann am 2. März 2020 in Berlin an Bundeskanzlerin Angela Merkel übergeben.      
Solwodi wird derzeit von einem dreiköpfigen Vorstand geleitet: Maria Decker sowie Paula Fiebag und Barbara Wellner. Lea Ackermann begleitete als Solwodi-Gründerin den Verein bis zu ihrem Tod Ende Oktober 2023 weiterhin unterstützend und repräsentierte bei Workshops und Vorträgen die Organisation in der Öffentlichkeit.